# گوش خرگوش (سرده)
گوش خرگوش (نام علمی: Conringia) نام یک سرده از تیره شب‌بویان است.